# خريطة الزمن
خريطة الزمن، (نُشرت لأول مرة باللغة الإسبانية في عام 2008 باسم خريطة الطقس وفي عام 2011 بالترجمة الإنجليزية) هي رواية خيال علمي للكاتب الإسباني فيليكس ج. بالما. الرواية مكتوبة من وجهة نظر الراوي وتتبع ثلاثة اسطر قصة متشابكة.  سمي الكتاب«جزء الغموض، والجزء الآخر الخيال، والجزء الآخر الخيال التاريخي».
الكتاب هو الجزء الأول من «ثلاثية الفيكتوري».والكتاب الثاني هو خريطة السماء (يعرض فيلم حرب العوالم في ويلز) صدر في أواخر عام 2012. النسخة الثالثة هي خريطة الفوضى ، صدرت باللغة الإسبانية في 16 أكتوبر 2014، وبالترجمة الإنجليزية في 30 يونيو 2015.
.jpg

## تطوير
قال بالما عن التطور أن القصة لا يمكن أن تكتب من وجهة نظر واحدة ولا من قبل راوي الذي يتبع شخصية واحدة فقط.بل انه يتطلب راوي كلي الوجود يمكنه سرد جميع القصص معًا. 

## قطعة
تتبع القصة ثلاث قطع متشابكة:
1. قصة أندرو هارينجتون وهو الرجل الذي وقع في حب ماري جانيت كيلي" (أو " ماري كيلي ")، أحد ضحايا جاك السفاح. يدخل هارينغتون في اكتئاب عميق بعد اكتشافه لجثة كيلي ويلجأ إلى الكحول وفي النهاية إلى لجأ إلى الأفيون للتغلب على الحزن. قرر في النهاية الانتحار ولكن قاطعه ابن عمه تشارلز، الذي طلب منه أن يأتي معه لمقابلة رجل يدعي أنه يستطيع السفرعبر الزمن.
2. قصة كلير هاجرتي وهي «امرأة جديدة» وناشطة نسوية لم تجد السعادة العميقة في حياتها.وكانت من المفترض أن تختار زوجًا لكن معظم الخاطبين لها يهتمون فقط بمواردها المالية أو في استمرار نسل عائلتها. يتعثر هاغرتي في «السفر عبر الزمن لموراي» ويلتقي بالكابتن ديريك شاكلتون وهو الرجل الذي يقود الجنس البشري في المعركة ضد الآلات في عام 2000.
3. يركز الجزء الأخير من القصة على ه.ج ويلز نفسه حيث يحاول تبين ما إذا كان البعد الرابع هو واقعيا لشيء يمكن اختراقه أو ما إذا كان مجرد آلية لسرد القصص في القصص (مثل تلك التي يكتبها). تكشف رواية «خريطة الزمن» ان هناك منزل في لندن (يُقال أنه مسكون) ويكتشف أن الوقت ليس العوبة وأن أفعاله يمكن أن يكون لها تبعات خطيرة.

## استقبال
فازت خريطة الزمن بجائزة انتينيو دي سيفلا لعام 2008،    وقد لقيت استحسانًا في الغالب.
قال موقع AVClub.com إن الكتاب «مليء بلغة منمقة، وتمتاز بوجود راويًا لعوب يهتم بجذب انتباه القارئ وهو يرتد من شخصية إلى شخصية».  أشادت صحيفة واشنطن بوست بالكتاب لكنها أشارت إلى أن «المعجبين بالخيال العلمي الجاد قد يجدون القصة خارقة للغاية. (قد يعترض الآخرون على أنه مثقل بالعديد من الصفات.)»  قالت مجلة لوس أنجلوس ريفيو أوف بوكس إن هناك مقطعًا في الكتاب (ينتقد خلالها ه.ج. ويلز بعض الكتابات) وهو مشابه لمشاكل كتابة بالما«مما يسبب حتمًا الملل للقارئ وبالتالي سيكون هناك نفورعميق مما يقرأه»، لكنه ذكر أيضًا، «تُوضح بالما مهارة حقيقية في سرد القصص، وخاصة كتب التنمية الشخصية والتشويق السردي.» 

## روابط خارجية
- الموقع الرسمي
- الصفحة الرئيسية الرسمية لـ Felix J. Palma